# François Michelin
François Michelin (* 15. Juni 1926 in Clermont-Ferrand; † 29. April 2015 ebenda) war ein französischer Unternehmer. Er war ein Sohn von Étienne Michelin und Enkel des Firmengründers Édouard Michelin. Von 1955 bis 2002 war er Geschäftsführer der Michelin-Gruppe und zeichnete für das internationale Wachstum des Konzerns verantwortlich. In seinem Heimatland genoss er einen legendären Ruf.

## Leben
Nach dem Tod seiner Eltern wurde Michelin von seiner Großmutter und seiner Tante Marthe Rollier erzogen. Er studierte Mathematik in Paris. 1951 trat er unter falscher Identität in das Familienunternehmen ein und arbeitete incognito die ersten beiden Jahre im Dreischichtbetrieb. Am 28. Mai 1955 wurde er Co-Geschäftsführer an der Seite von Robert Puiseux. 1959 wurde er alleiniger Geschäftsführer. Unter seiner Leitung setzte sich der von der Firma entwickelte Radialreifen international durch. Michelin setzte auf eine kontinuierliche Expansionsstrategie. War das Unternehmen bei seinem Amtsantritt noch der zehntgrößte Reifenhersteller der Welt, wurde es 1989 durch den Erwerb von Uniroyal Goodrich zum seinerzeit größten mit einem Weltmarktanteil von 20 Prozent. In den frühen 1990er Jahren sah sich Michelin durch die angewachsene Schuldenlast zu Umstrukturierungen und Massenentlassungen nicht zuletzt im Stammwerk gezwungen.
Der tief-katholische und konservative Michelin, der kaum Auskunft über sein Privatleben und Firmenangelegenheiten gab, wurde als „geheimnisvollster Chef Frankreichs“ bezeichnet und wegen seines patriarchalischen Führungsstils mehrfach kritisiert.
1999 übergab er die Geschäftsführung an seinen Sohn Édouard Michelin (1963–2006).

## Ehrungen
Am 12. April 2009 wurde er zum Chevalier de la Légion d’Honneur (Ch. LH) der französischen Ehrenlegion ernannt.
| Personendaten    | Personendaten             |
| ---------------- | ------------------------- |
| NAME             | Michelin, François        |
| KURZBESCHREIBUNG | französischer Unternehmer |
| GEBURTSDATUM     | 15. Juni 1926             |
| GEBURTSORT       | Clermont-Ferrand          |
| STERBEDATUM      | 29. April 2015            |
| STERBEORT        | Clermont-Ferrand          |